# Sergente capo
Il sergente capo è un grado militare dei sottufficiali che esiste in diverse forze armate mondiali.

## Svizzera
(IT) : Sergente capo, (FR) : Sergent-chef, (DE) : Oberwachtmeister
Nell'esercito svizzero, il grado di sergente capo (abbreviato sgt capo) è attribuito nelle seguenti maniere:
- Ai capicucina
- Ai sergenti che hanno fatto un corso per diventare sostituti caposezione (tenente o primo tenente)
- Agli aspiranti tenenti

Prima della riforma dell'Esercito XXI (1º gennaio 2004) i sergenti avevano delle funzioni simili.

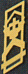
Distintivo vecchio
Distintivo attuale

## Stati Uniti d'America
Master sergeant è l'ottavo rango degli arruolati nell'Esercito degli Stati Uniti.
Sottufficiale di rilevante importanza a livelli di battaglione, superiore del sergeant first class (sergente di prima classe), inferiore al sergeant major (sergente maggiore) ed a parità di livello, ma non di comando, del First sergeant (primo sergente). È abbreviato in MSG.
Secondo la comparazione dei gradi della NATO il grado di Master sergeant e First sergeant nelle forze armate italiane corrispondono rispettivamente al maresciallo ordinario e al maresciallo maggiore dell'Esercito e dell'Aeronautica Militare.

Distintivo di grado di master sergeant dello U.S. Army, indossato sulle maniche.
Distintivo di grado di master sergeant dello U.S. Marine Corps, indossato sulle maniche.
Distintivo di grado di master sergeant della U.S. Air Force, indossato sulle maniche.

### US Army
| Distintivo    | |                                                              |                                                 |                                    |                                 |                                 |                                                 |                                  |                     |  |  |  |  |
| Grado         | Senior Enlisted Advisor to the Chairman (Sottufficiale consigliere del Capo dello stato maggiore congiunto) | Sergeant Major of the Army (Sergente Maggiore dell'esercito) | Command Sergeant Major (Sergente maggiore capo) | Sergeant Major (Sergente Maggiore) | First Sergeant (Primo Sergente) | Master Sergeant (Sergente Capo) | Sergeant First Class (Sergente di prima classe) | Staff Sergeant (Sergente scelto) | Sergeant (Sergente) |  |  |  |  |
| Abbreviazione | SEAC | SMA                                                          | CSM                                             | SGM                                | 1SG                             | MSG                             | SFC                                             | SSG                              | SGT                 |  |  |  |  |

#### US Air Force
| Codice USA | E-10 | E-9                                                                            | E-9                                                    | E-9                                        | E-9                                        | E-8                                                  | E-8                                                  | E-7                              | E-7                              | E-6                                   | E-5                              |
| Codice NATO | OR-9 | OR-9                                                                           | OR-9                                                   | OR-9                                       | OR-9                                       | OR-8                                                 | OR-8                                                 | OR-7                             | OR-7                             | OR-6                                  | OR-5                             |
| --- | --- | ------------------------------------------------------------------------------ | ------------------------------------------------------ | ------------------------------------------ | ------------------------------------------ | ---------------------------------------------------- | ---------------------------------------------------- | -------------------------------- | -------------------------------- | ------------------------------------- | -------------------------------- |
| Distintivo di grado | |                                                                                |                                                        |                                            |                                            |                                                      |                                                      |                                  |                                  |                                       |                                  |
| Grado | Senior Enlisted Advisor to the Chairman (Sottufficiale consigliere del Capo dello stato maggiore congiunto) | Chief master sergeant of the Air Force (sergente maggiore capo dell'Aviazione) | Command chief master sergeant (Sergente maggiore capo) | Chief master sergeant1 (Sergente maggiore) | Chief master sergeant1 (Sergente maggiore) | Senior master sergeant1 (sergente capo di 1ª classe) | Senior master sergeant1 (sergente capo di 1ª classe) | Master sergeant1 (sergente capo) | Master sergeant1 (sergente capo) | Technical sergeant (sergente tecnico) | Staff sergeant (sergente scelto) |
| Abbreviazione | SEAC | CMSAF                                                                          | CCM                                                    | CMSgt                                      | CMSgt                                      | SMSgt                                                | SMSgt                                                | MSgt                             | MSgt                             | TSgt                                  | SSgt                             |
| 1 I gradi di Master sergeant, Senior master sergeant, Chief master sergeant presentano anche una versione First sergeant (primo sergente), segnalata da un rombo al centro dello stemma. Non è un grado a sé stante, ma contraddistingue i sottufficiali a cui sono assegnati addizionali compiti e responsabilità. | |                                                                                |                                                        |                                            |                                            |                                                      |                                                      |                                  |                                  |                                       |                                  |

#### US Marine Corps
| colletto distintivo di grado presente solo sulla manica sinistra |                                                                              |                                    |                                                          |                                 |                                    |                                           |                                  |                     |
| Grado | Sergeant major of the Marine Corps (sergente maggiore del Corpo dei Marine)1 | Sergeant major (sergente maggiore) | Master gunnery sergeant (sergente maestro d'artiglieria) | First sergeant (primo sergente) | Master sergeant (sergente maestro) | Gunnery sergeant (sergente d'artiglieria) | Staff sergeant (sergente scelto) | Sergeant (sergente) |
| abbreviazione | SgtMajMarCor                                                                 | SgtMaj                             | MGySgt                                                   | 1stSgt                          | MSgt                               | GySgt                                     | SSgt                             | Sgt                 |
| 1 Sebbene il singolo MCPOCG in servizio sia ufficialmente un E-9, assolvendo incarichi particolari e percependo indennità speciali, il suo livello di retribuzione è a volte ufficiosamente (e quindi erroneamente) chiamato "E-10". |                                                                              |                                    |                                                          |                                 |                                    |                                           |                                  |                     |

## Grecia
Nell'esercito greco il grado corrispondente è Epilochias (greco: Επιλοχίας) che secondo la comparazione dei gradi della NATO nelle forze armate italiane corrisponde al grado di sergente maggiore capo dell'Esercito e dell'Aeronautica Militare Italiana, al brigadiere capo dell'Arma dei Carabinieri e al secondo capo scelto della Marina Militare Italiana.